# Keith McCreary
Vernon Keith McCreary (Sundridge, 19 giugno 1940 – Toronto, 9 dicembre 2003) è stato un hockeista su ghiaccio canadese.
Fratello minore di Bill nel corso della propria carriera giocò in National Hockey League.

## Carriera
McCreary giocò per due stagioni nella Ontario Hockey Association mentre nel 1958 entrò a far parte degli Hull-Ottawa Canadiens, una delle squadre fondatrici della EPHL. Giocò con loro fino allo scioglimento della lega nel 1963 entrando per due anni consecutivi nell'All-Star Team. Nella primavera del 1962 eppe l'opportunità di esordire in National Hockey League disputando una partita dei playoff con i Montreal Canadiens.
Dopo la chiusura della EPHL McCreary si trasferì nei farm team sempre dei Canadiens ma in American Hockey League, dapprima per due stagioni con gli Hershey Bears, in seguito per altri due anni con la maglia dei Cleveland Barons. Durante la stagione 1964-65 disputò altre nove partite con i Canadiens ottenendo tre assist.
Rimasto senza un contratto nel 1967 McCreary fu selezionato durante l'NHL Expansion Draft dai Pittsburgh Penguins, una delle sei nuove franchigie della National Hockey League. Giocò a Pittsburgh per cinque stagioni successive mantenendo un ruolo da titolare in NHL. La sua miglior stagione in carriera fu quella 1968-69 conclusa con 48 punti in 70 partite disputate.
Nel 1972 McCreary fu scelto di nuovo durante un NHL Expansion Draft da parte degli Atlanta Flames. Vi giocò per tre stagioni e fu il primo capitano nella storia della franchigia. Nel 1975 prese parte al camp dei Calgary Cowboys nella World Hockey Association ma preferì ritirarsi dall'attività agonistica. Dopo il ritiro entrò a far parte dell'NHL Alumni Association, divenendone il presidente prima della scomparsa avvenuta nel 2003 a causa di un cancro.

## Palmarès

### Individuale
- EPHL First All-Star Team: 1

1961-1962
- EPHL Second All-Star Team: 1

1962-1963